# Базиліка Воздвиження Всечесного Хреста (Чернівці)
Базиліка‭ ‬Воздвиження Всечесного Хреста (Чернівці) — римо-католицька церква, що має статус малої базиліки, перша мурована споруда міста‬.

## Історія будівництва[3]
Однією із перших мурованих споруд Чернівців була римо-католицька церква.
Її історія розпочинається з часу входження Буковини до складу Австрії у 1774 році.
На час приєднання Буковини до Австрії у краї не було римо-католицьких храмів.
До Чернівців разом з австрійськими військовослужбовцями прибули і два військові капелани — Прокоп Мунц і Венцель Кекерт.
Перша свята меса відбулася у дерев'яному будинку генерала Габріеля фон Сплені — першого австрійського управителя Буковини, в якій взяла участь тільки невелика кількість римо-католиків.
В 1778 році в Чернівцях було закінчено будівництво першого костелу, який став прототипом теперішнього костелу Воздвиження Всечесного Хреста.
Костел був дерев'яним, з вежею та знаходився на площі навпроти теперішнього костелу.
За розпорядженням австрійського імператора Йосифа II у 1787 році, під час його перебування в Чернівцях, було розпочато зведення нового (мурованого) костелу
Будівництво тривало 27 років.
Через недоліки у проектуванні під час зведення костелу двічі падала вежа.
Тільки в 1814 році будівельні роботи були нарешті завершені.
29 липня 1814 року відбулося святкове освячення нового костелу з присвоєнням імені «Воздвиження Святого Хреста».
Старий дерев'яний костел передали протестантам, а на площі встановили хрест з ліпним зображенням Діви Марії (хрест стояв до 1950 року).
У 1823 році в костелі ввідбулась зустріч австрійського імператора Франца І і російського царя Олександра І з нагоди т. зв. «Конгресу принців», щодо розмежування австро-російського кордону.
Спочатку крім римо-католиків його для богослужінь використовували і греко-католики та вірмени-католики, доки не побудували своїх церков.
В 1861 році костел з невідомих причин горів. Особливо постраждала вхідна частина.
В 1866 році храм було відновлено, і тоді поставили в храмі орган, який відразу вже в 70-х роках ХІХ сторіччя одержав дві медалі. Одну у Відні, другу — в Парижі як найкращий за тембром орган у всій Європі. І сьогодні богослужіння здійснюється під звуки органу.
На довгий час католицька церква з її високим шпилем стала архітектурною домінантою Чернівців. Саму вежу використовували як спостережний пункт для своєчасного виявлення пожеж.
У 1818 році на вежі костелу було встановлено годинник, який кілька разів мінявся на більш новий.
Спеціально для австрійського цісаря в костелі спорудили трон,‭ ‬на якому він сидів під час‭ ‬Богослужіння.‭ ‬
У храмі Воздвиження Всечесного Хреста цісар Франц II зустрічався з російським царем Олександром під час його навідин до Чернівців.‭‬‬‬‬‬‬‬‬‬‬‬‬‬

## Архітектурні особливості
Архітектурній споруді костелу‭ ‬Воздвиження Всечесного Хреста притаманні класицистичні риси (Інші джерела оцінюють стиль як єзуїтський).
Будівля складається з горизонтальних і вертикальних об'ємів. Головний фасад, вирішений у вигляді фальшивого чотириколонного портика доричного ордеру, завершується дзвіницею та курантами. Внутрішній об'єм поділений на три нава. Центральний має склепіння, яке утримують могутні стовпи. До вівтарної частини прилягає пізніше добудоване закриття.
Інтер'єр костелу збережений у первісному вигляді. Велику художню цінність складають вітражі та олійні розписи плафона. На балконі встановлений великий орган, який супроводжує богослужіння.
Він також увібрав в себе багато барочних мотивів. Фрескові розписи на стінах і стелі заповнені стилізованими квітковими мотивами, які символізують вічне дерево, дерево життя. В середині костелу знаходяться дві мармурові меморіальні дошки римо-католицьким парохам Й.Шмідту та К.Свободі. Вражають сім неоготичних вівтарів.
Остання реконструкція будівлі проводилася в 1910 році, коли шпилястий дах було замінено на куполоподібний (1909-1910), з тих пір храм не змінював свій вигляд.

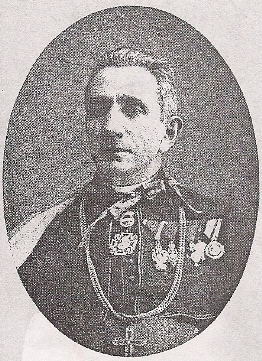
Йозеф Шмід (1850—1921) — найвідоміший чернівецький римо-католицький священик

## Функціонування храму в радянський і наш час
У 1910 році в Чернівцях налічувалося 23 000 католиків — 27 % від загальної кількості населення.
Після Другої світової війни, коли більшість німців і поляків залишила Буковину, в місті залишилося тільки 2 000 католиків.
Втім, костел функціонував упродовж всього радянського періоду. Завдяки цьому вдалося зберегти інтер'єр.
Сьогодні костел використовує як українська так польська громада.
Святі Меси в костелі проводяться українською та польською мовами.
В оздобленні приміщення є речі, які потрапили сюди після закриття в радянський час інших культових споруд. Зокрема в Костел Воздвиження Всечесного  Хреста в 1963 році передали скульптури святих, ікони, богослужбові книги та конфесіонали (сповідальні) з єзуїтського костелу Пречистого Серця Ісуса.
На бічній стіни римо-католицький костелу зберігся найстаріший на Західній Україні сонячний годинник. Переказують, що колись один з австрійських монастирів передав його на зберігання у костел Воздвиження Всечесного Хреста. Він і досі показує свій віденський час.
У храмі Воздвиження Всечесного Хреста до визначних дат відбуваються концерти класичної та духовної музики.
19 липня 2014 року храму було присвоєне звання малої базиліки.

## Списокпрелатівтавікаріїв, які служили в Чернівецькій парафії
- Венцель Кристоф Кекерт (1775—1822)
- Антоній Кунц де Копенстейн (1822—1864)
- Ігнатій Корніцкий (1865—1888)
- Карол Тобічек (1889—1893)
- Йозеф Шмід (1893—1921)
- Клеменц Свобода (1921—1928)
- Адалберт Грабовський (1928—1939)
- Францішек Краєвський (1939—1961, 1970—1990)
- Юзеф Єнджейвський(1961—1970)
- Віктор Антонюк (1990—1998)
- Петро Савчак (1998—2006)
- Марек Дроздзік (2006—2016)

## Світлини

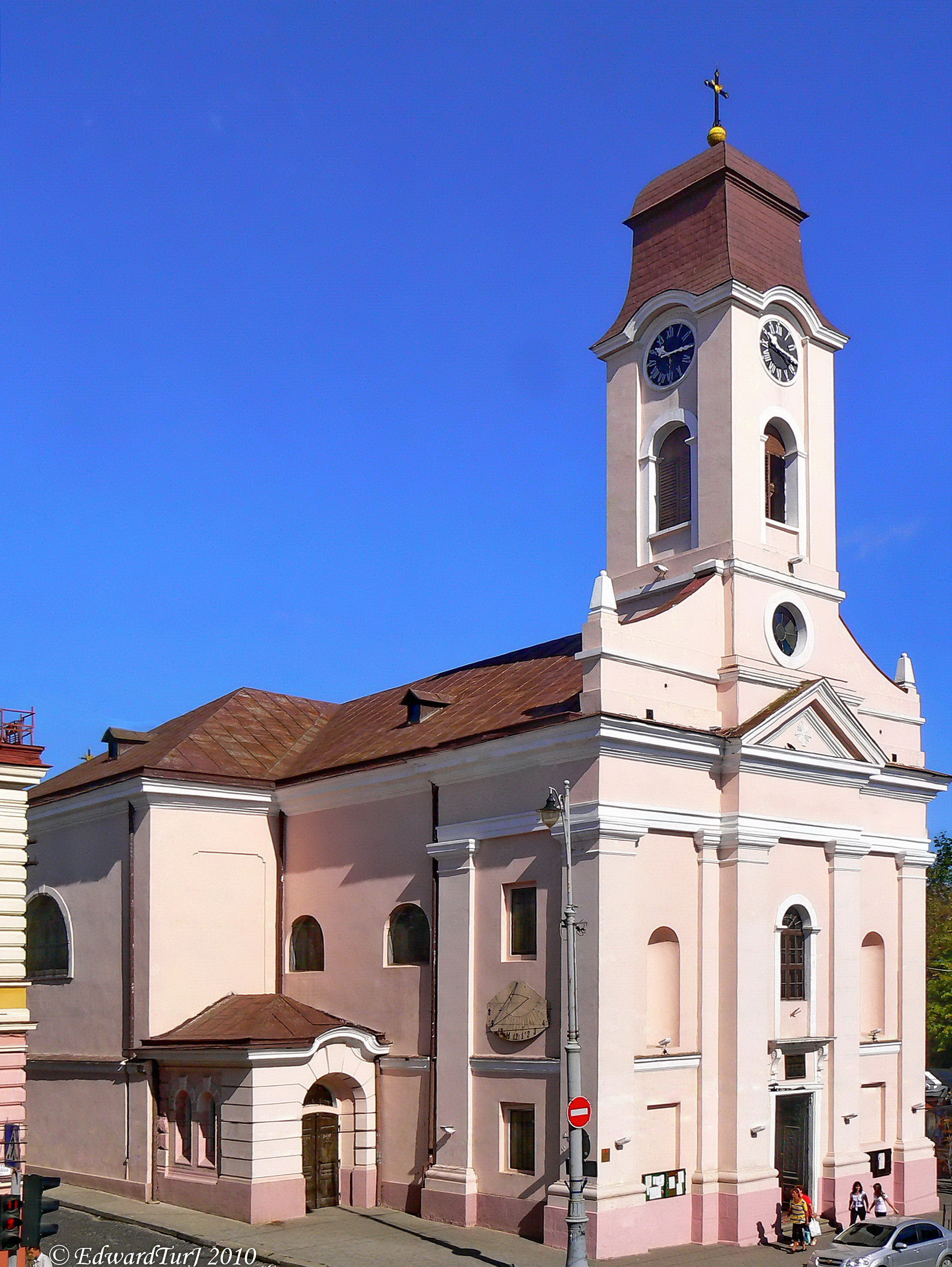
Кутовий вигляд
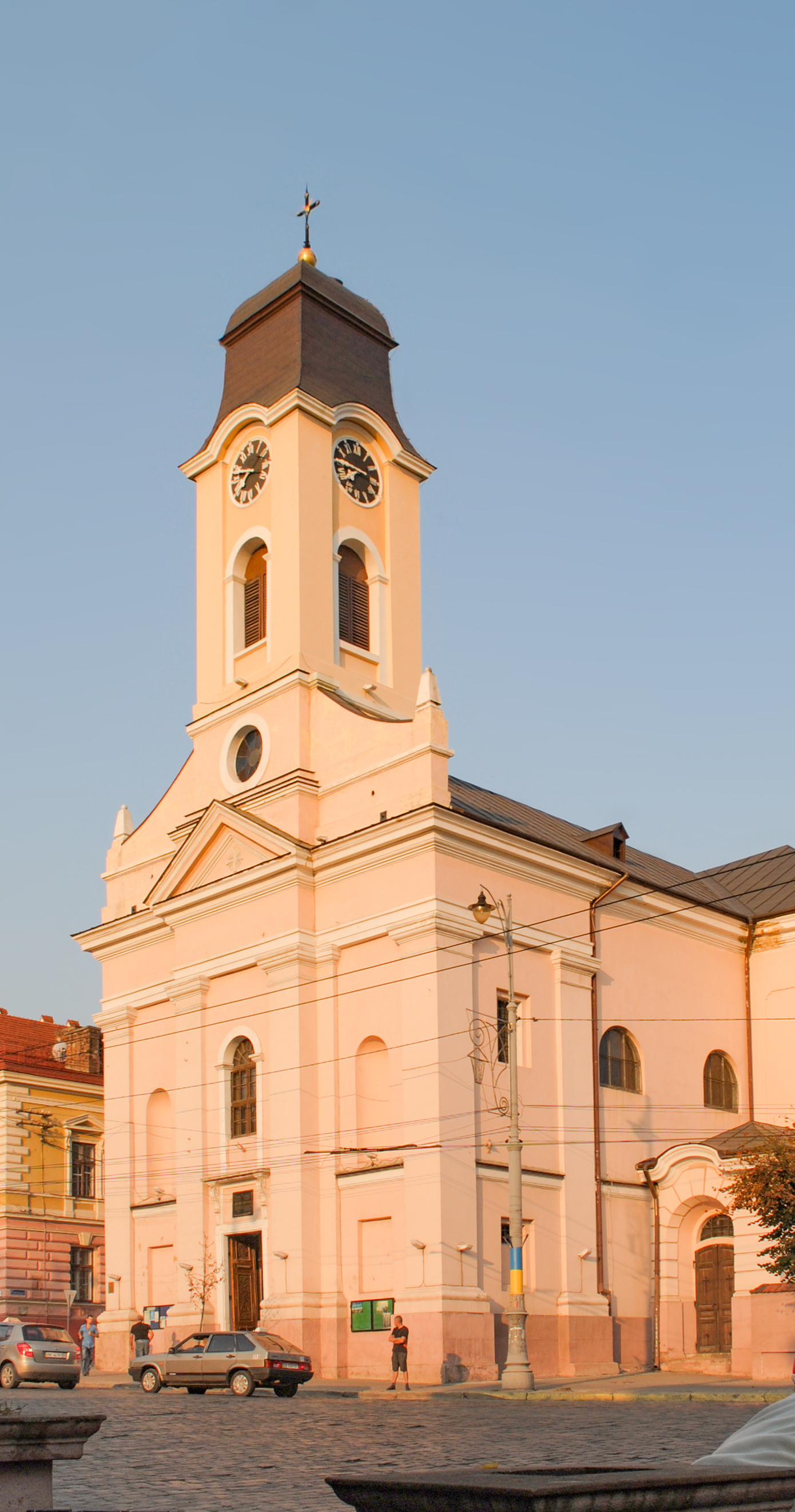
Головний фасад
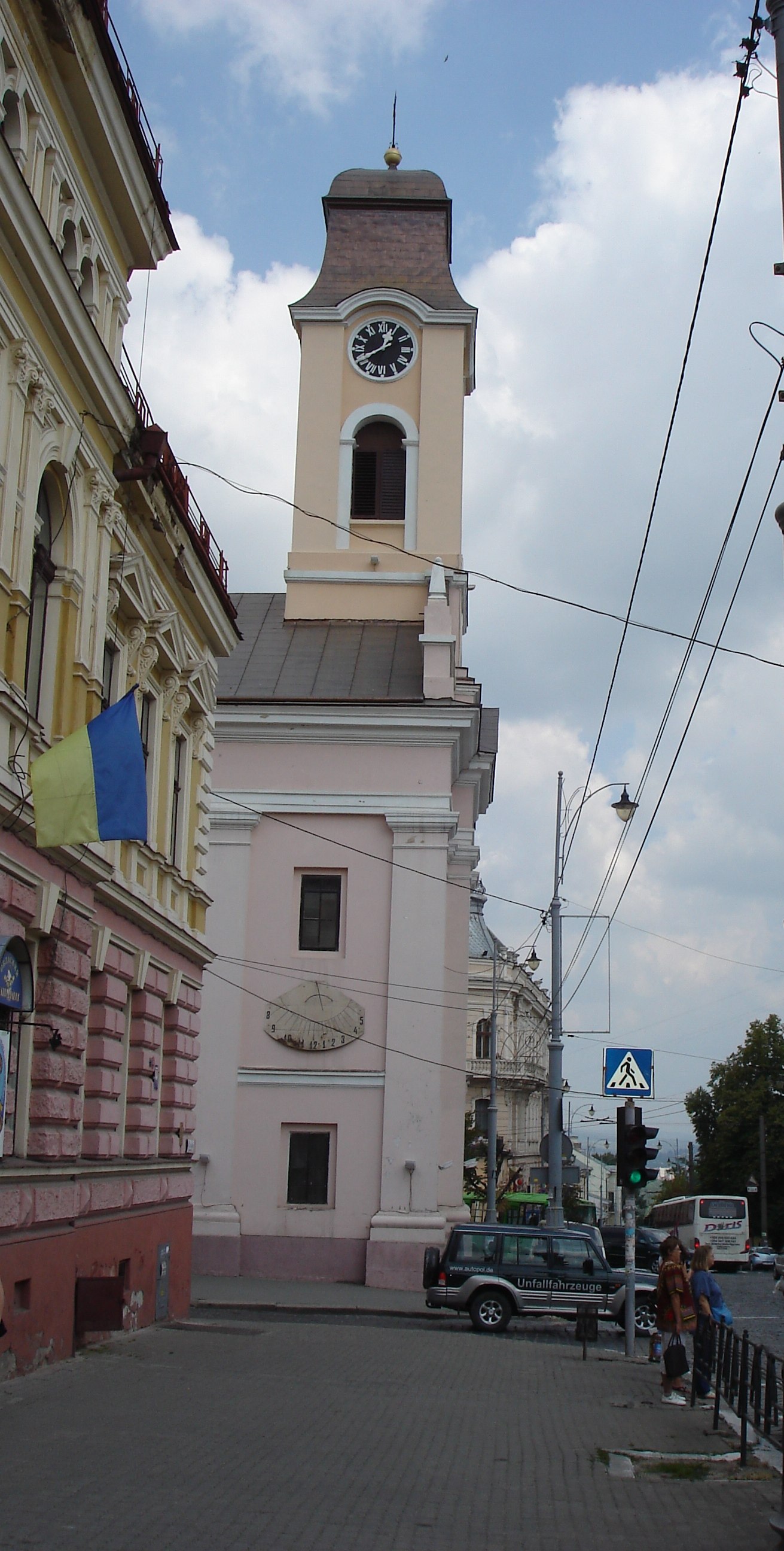
Вигляд від Лялькового театру
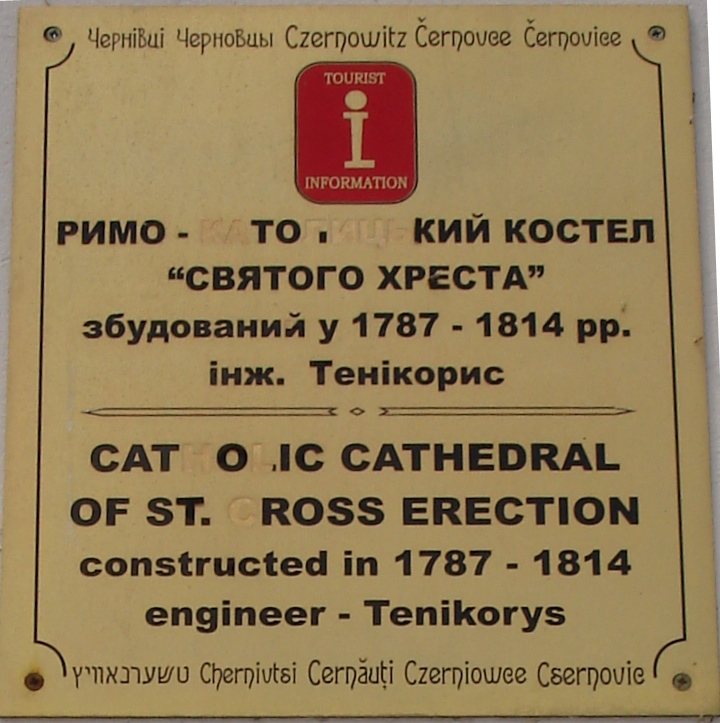
Інформаційна таблиця

## Контактна інформація
58008 Чернівці, вул. Бетховена, 4/5,
web: http://www.rkc.cv.ua/ [Архівовано 16 січня 2014 у Wayback Machine.]

## Джерела

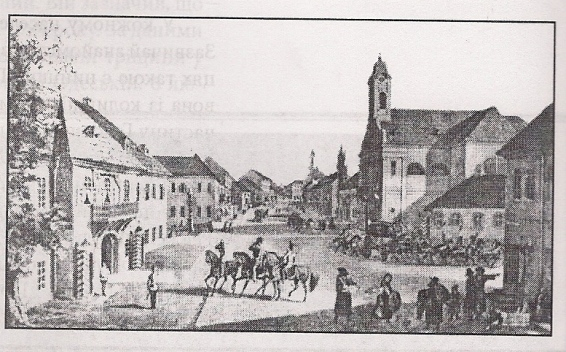
Площа Святого Хреста в Чернівцях (Справа видно будівлю костелу Воздвиження Святого Хреста. В глибині вулиці видно Ратушу). Художник Franz Xavier Knapp (1809—1883). 1860 рік.